# Titularbistum Vina
Vina ist ein Titularbistum der römisch-katholischen Kirche.
Es geht zurück auf einen untergegangenen Bischofssitz in der gleichnamigen antiken Stadt, die in der römischen Provinz Africa proconsularis (heute nördliches Tunesien) lag. Der Bischofssitz war der Kirchenprovinz Karthago zugeordnet.
| Titularbischöfe von Vina |                                |                                                         |                   |                    |
| Nr.                      | Name                           | Amt                                                     | von               | bis                |
| 1                        | Joseph Ferche                  | Weihbischof in Breslau und später in Köln (Deutschland) | 16. August 1940   | 23. September 1965 |
| 2                        | Patrick Lennon                 | Weihbischof in Kildare und Leighlin (Irland)            | 14. Mai 1966      | 25. September 1967 |
| 3                        | Lawrence Preston Joseph Graves | Weihbischof in Little Rock (Vereinigte Staaten)         | 24. Februar 1969  | 10. Mai 1973       |
| 4                        | Joachim Meisner                | Weihbischof in Erfurt-Meiningen (Deutschland)           | 17. März 1975     | 22. April 1980     |
| 5                        | Hans Leo Drewes                | Weihbischof in Paderborn (Deutschland)                  | 29. Mai 1980      | 30. Juni 1999      |
| 6                        | Hans-Josef Becker              | Weihbischof in Paderborn (Deutschland)                  | 9. Dezember 1999  | 3. Juli 2003       |
| 7                        | Anton Jamnik                   | Weihbischof in Ljubljana (Slowenien)                    | 15. November 2005 |                    |